# هنیپاویروس
هنیپاویروس (نام علمی: Henipavirus) نام یک سرده از فرمانرو ویروس است.